# Фирстенцел
Фирстенцел (њем. Fürstenzell) град је у њемачкој савезној држави Баварска. Једно је од 38 општинских средишта округа Пасау. Према процјени из 2010. у граду је живјело 7.778 становника. Посједује регионалну шифру (AGS) 9275122.

## Географски и демографски подаци
Фирстенцел се налази у савезној држави Баварска у округу Пасау. Град се налази на надморској висини од 320–497 метара. Површина општине износи 79,3 km². У самом граду је, према процјени из 2010. године, живјело 7.778 становника. Просјечна густина становништва износи 98 становника/km².

## Међународна сарадња
| Мјесто      | Држава   | Врста сарадње | Од    |
| ----------- | -------- | ------------- | ----- |
| Хевиз Варош | Мађарска | контакт       | 2000. |
| Извор       |          |               |       |